# USS LST-870
O USS LST-870 foi um navio de guerra norte-americano da classe LST que operou durante a Segunda Guerra Mundial.